# Kotik subantarktyczny
Kotik subantarktyczny (Arctocephalus tropicalis) – gatunek ssaka z rodziny uchatkowatych (Otariidae).

## Taksonomia
Gatunek po raz pierwszy zgodnie z zasadami nazewnictwa binominalnego opisał w 1872 roku angielski zoolog John Edward Gray nadając mu nazwę Gypsophoca tropicalis. Holotyp pochodził z morza Australazji, w tym wysp Świętego Pawła i Amsterdam, ponieważ są to wyspy położone najbliżej Australii.
Arctocephalus tropicalis jest również znany jako A. elegans lub uważany za jeden gatunek z A. gazella. Autorzy Illustrated Checklist of the Mammals of the World uznają ten gatunek za monotypowy.

### Etymologia
- Arctocephalus: gr. αρκτος arktos „niedźwiedź”; -κεφαλος -kephalos „-głowy”, od κεφαλη kephalē „głowa”[8].
- tropicalis: nowołac. tropicalis „tropikalny”, od łac. tropicus „tropikalny”, od tropicus „obracanie”, od gr. τροπικος tropikos „przesilenie”, od τροπη tropē  „obrócenie”, od τρεπω trepō „zmienić”[9].

## Zasięg występowania
Kotik subantarktyczny  jest szeroko rozpowszechniony na wodach subantarktycznych, głównie na północ od strefy konwergencji antarktycznej, od południowej części Oceanu Atlantyckiego i Oceanu Indyjskiego do południowo-zachodniej części Oceanu Spokojnego. Sezon rozrodczy odbywa się prawie całkowicie na północ od frontu polarnego Antarktydy.

## Morfologia
Długość ciała samic 119–152 cm, samców do 180 cm; masa ciała samic 25–67 kg (średnio około 50 kg), samców 70–165 kg. Noworodki osiągają długość około 60 cm i ciężar 4–4,4 kg. Gatunek ten posiada kremowopomarańczową twarz i brązowy brzuch. Grzbiet samców jest koloru ciemnoszarego do czarnego. Samice są lekko szare. Młode są czarne w chwili narodzin, ale zmieniają barwę w ciągu trzech miesięcy. Nos jest krótki i relatywnie płaski. Wzór zębowy: I {\displaystyle {\tfrac {3}{2}}} C {\displaystyle {\tfrac {1}{1}}} PM {\displaystyle {\tfrac {6}{5}}} = 36.

## Status zagrożenia i ochrona
W Czerwonej księdze gatunków zagrożonych Międzynarodowej Unii Ochrony Przyrody i Jej Zasobów został zaliczony do kategorii LC (ang. least concern „najmniejszej troski”). Obecnie występuje około 300 000 okazów tych zwierząt i nie są zagrożone wyginięciem, choć ich liczba najprawdopodobniej spadła od odkrycia ich w XIX wieku w wyniku polowań.